# Enojärvi
Enojärvi är en sjö i kommunen Orivesi i landskapet Birkaland i Finland. Sjön ligger 143,3 meter över havet. Arean är 2,36 kvadratkilometer och strandlinjen är 32,41 kilometer lång. Sjön  ingår i Kumo älvs huvudavrinningsområde.   Den ligger omkring 30 km nordöst om Tammerfors och omkring 180 km norr om Helsingfors. 
I sjön finns bland andra öarna Särkisaari, Kortekari, Vuohisaari, Lukkarisaari, Nimismiehensaari och Huhtisaari. 